# Rivière Watopeka
La rivière Watopeka est un tributaire de la rivière Saint-François, dans la région administrative de l'Estrie, sur la Rive-Sud du fleuve Saint-Laurent, au Québec, Canada. Le cours de la rivière Watopeka traverse successivement les territoires des municipalités de :
- MRC du Le Haut-Saint-François : municipalité de Dudswell ;
- MRC des Sources : Saint-Camille ;
- MRC Le Val-Saint-François : municipalités de Stoke, de Saint-Georges-de-Windsor, de Val-Joli et de Windsor.

## Géographie

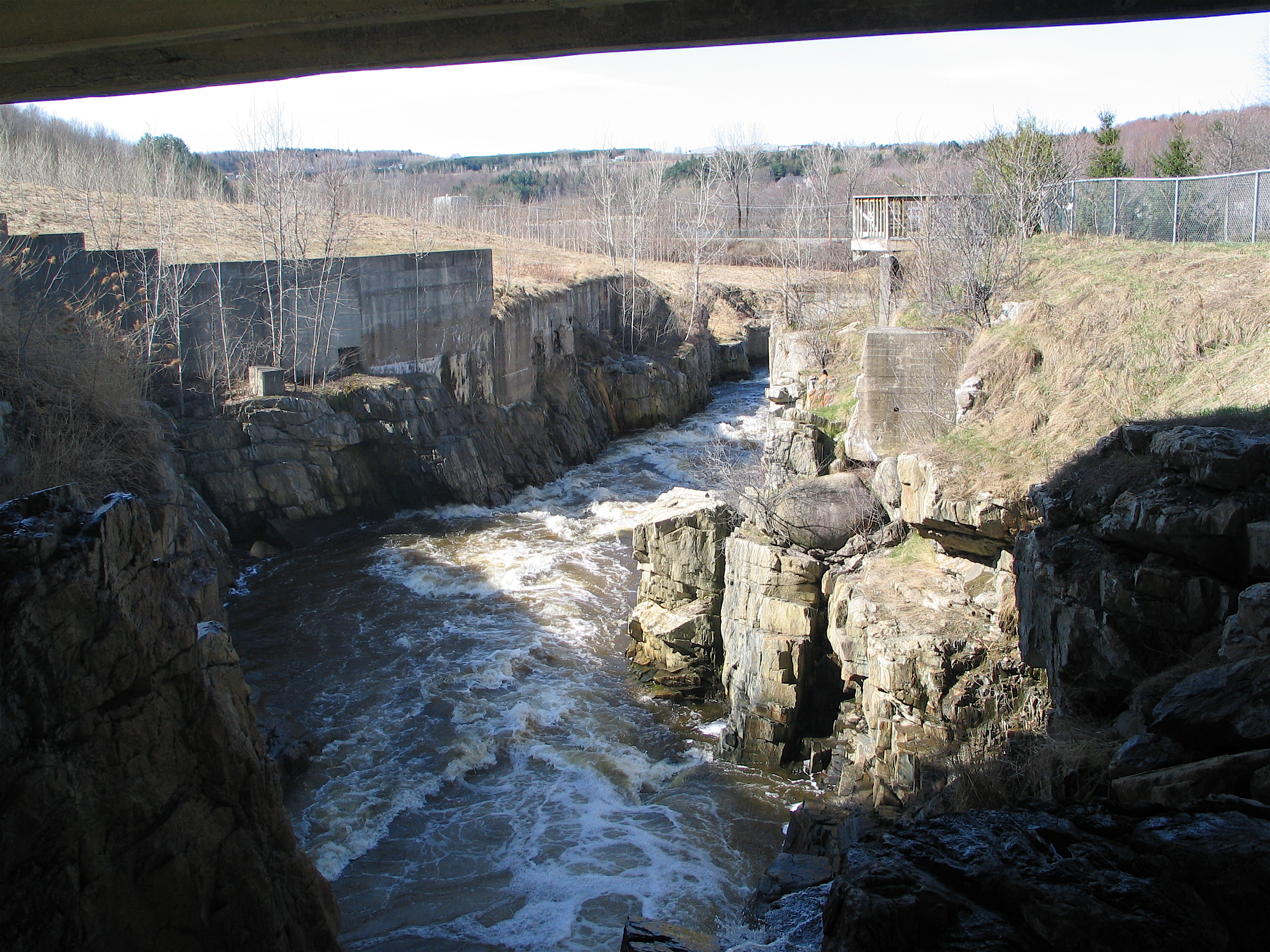
La rivière coulant sous la route 143.

Les principaux bassins versants voisins de la rivière Watopeka sont :
- côté nord : Rivière Nicolet Sud-Ouest ;
- côté est : rivière Saint-François ;
- côté sud : rivière Stoke ;
- côté ouest : rivière Saint-François.

La rivière Watopeka tire sa source dans le lac du même nom. Ce lac est situé dans la municipalité de Dudswell, presque à la limite des municipalités de Saint-Camille et de Stoke.
Cours supérieur de la rivière (segment de 21,2 km)
À partir du lac Watopeka, la rivière Watopeka coule sur :
- 0,7 km vers l'ouest dans la municipalité de Saint-Camille jusqu'à la limite municipale ;
- 7,4 km vers l'ouest en serpentant dans la municipalité de Stoke, jusqu'à la limite nord-ouest de la municipalité ;
- 4,5 km vers l'ouest, en serpentant dans la municipalité de Saint-Georges-de-Windsor, jusqu'à la rive est d'un lac non identifié que le courant traverse sur 1,0 km ; ce lac reçoit les eaux du ruisseau Bruneau ;
- 0,2 km vers l'ouest, jusqu'à la limite municipale de Saint-Georges-de-Windsor et Saint-Claude ;
- 3,2 km vers le sud-ouest, dans Saint-Claude, jusqu'à une baie sur la rive nord du lac Boissonneault, que le courant traverse sur 7,6 km vers l'ouest ;
- 1,0 km vers le sud-ouest, jusqu'à la limite municipale entre Saint-Claude et Val-Joli ;
- 4,2 km vers le sud-ouest, dans la municipalité de Val-Joli, jusqu'à l'embouchure de la rivière Stoke.

Cours inférieur de la rivière (segment 5,5 km)
À partir de l'embouchure de la rivière Stoke, la rivière Watopeka coule sur :
- 1,4 km jusqu'à la limite municipale entre Val-Joli et Windsor, soit jusqu'au barrage Charles ;
- 4,1 km vers le sud-ouest, en recueillant le ruisseau Péloquin, en passant autour de l'île Rouillard, en traversant le barrage La Poudrière, en traversant les rapides de la Poudrière et le barrage Watopeka, en traversant la partie sud de la ville de Windsor.

La rivière Stoke se déverse sur la rive est de la rivière Saint-François, dans la partie sud de la ville de Windsor, à 20 km en aval de Sherbrooke qui est situé au sud-est.

## Toponymie
Ce toponyme tire son origine du mot abénaquis Wdopikak signifiant « à l'endroit où se trouvent des aulnes ». Selon la Commission de toponymie du Québec, certains sources prétendent que Watopeka signifirait plutôt « rivière perlée en raison des rapides ». Avec l'usage combinée des langues anglaise et française, la graphie et la prononciation de cet amérindianyme ont connu plusieurs variations avant que la forme actuelle ne soit officialisé à la Banque des noms de lieux.
La désignation Rivière Ottopikak, parait sur un plan du canton de Windsor de 1801. Une carte française du comté de Richmond de 1931, se réfère à la forme Rivière Wattopekan. D'autres documents sur diverses époques utilisent des variantes de graphies, notamment Watopéca, Wattopeka, Wattopekah, Wattopekak, Wattopikaw. Ce cours d'eau a aussi été désigné avec les appellations : Le Grand Ruisseau et The Brook.
Le toponyme Rivière Watopeka a été officiellement inscrit le 5 décembre 1968 par le Gouvernement du Québec.

## Galerie

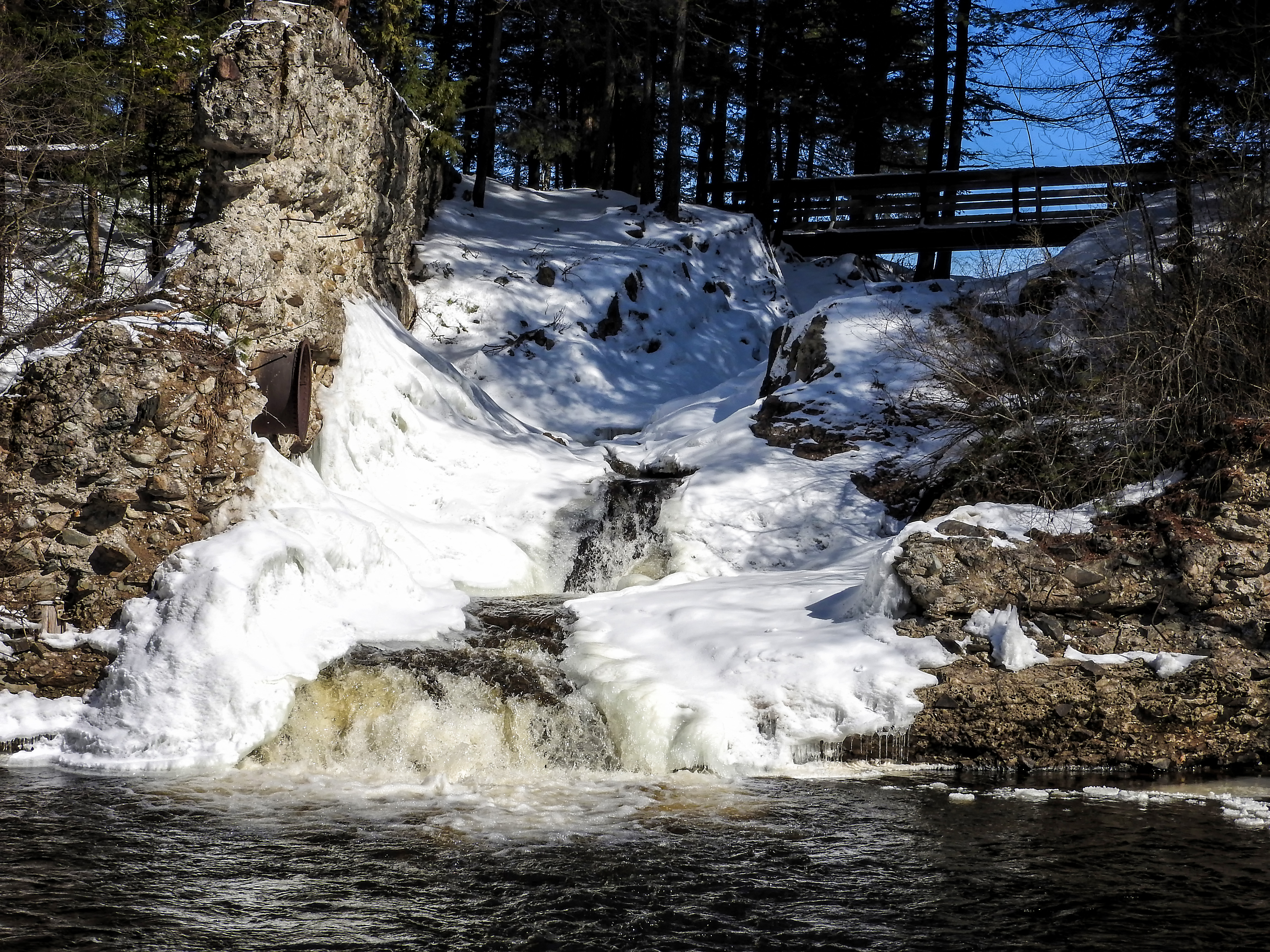
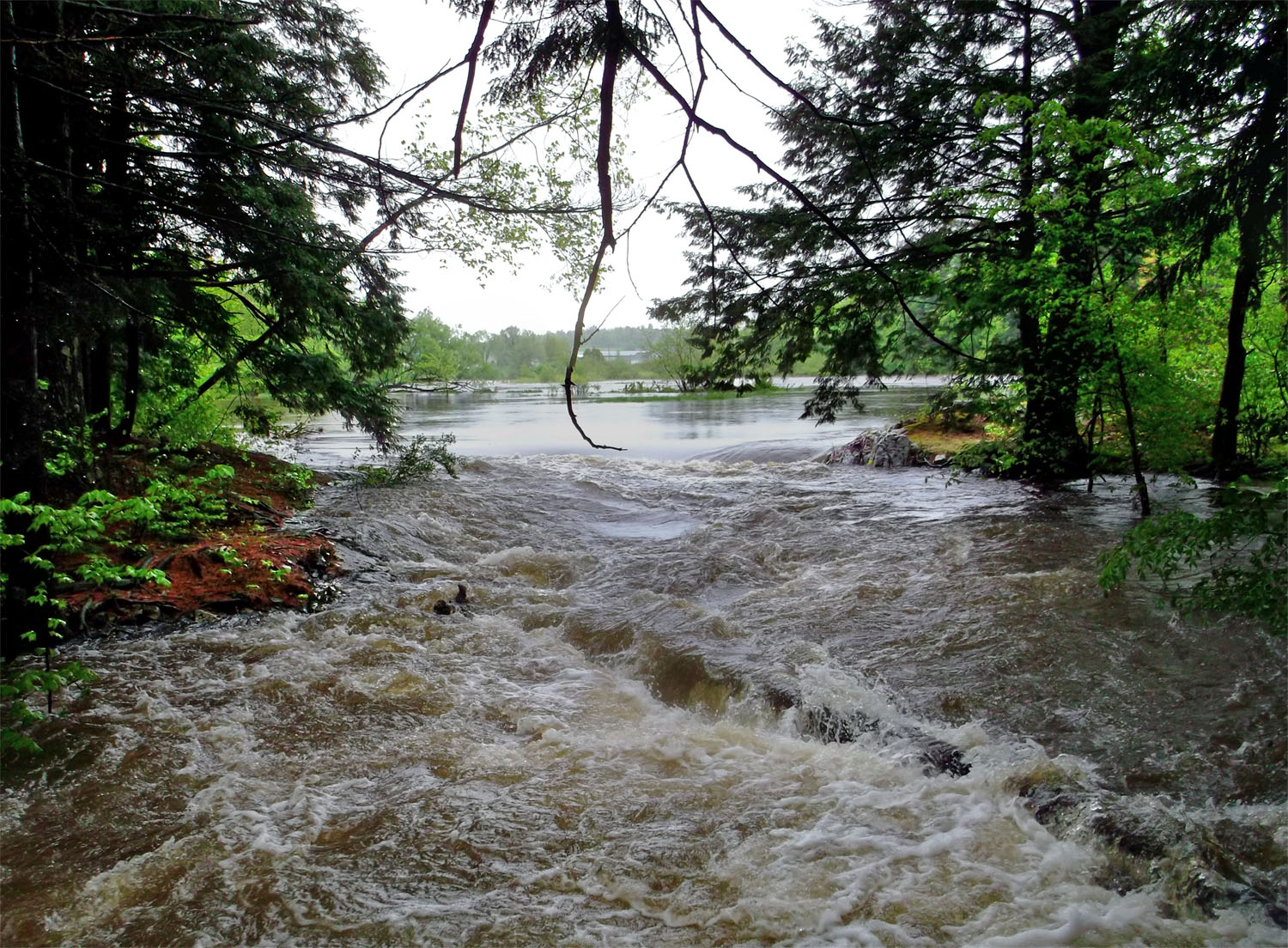
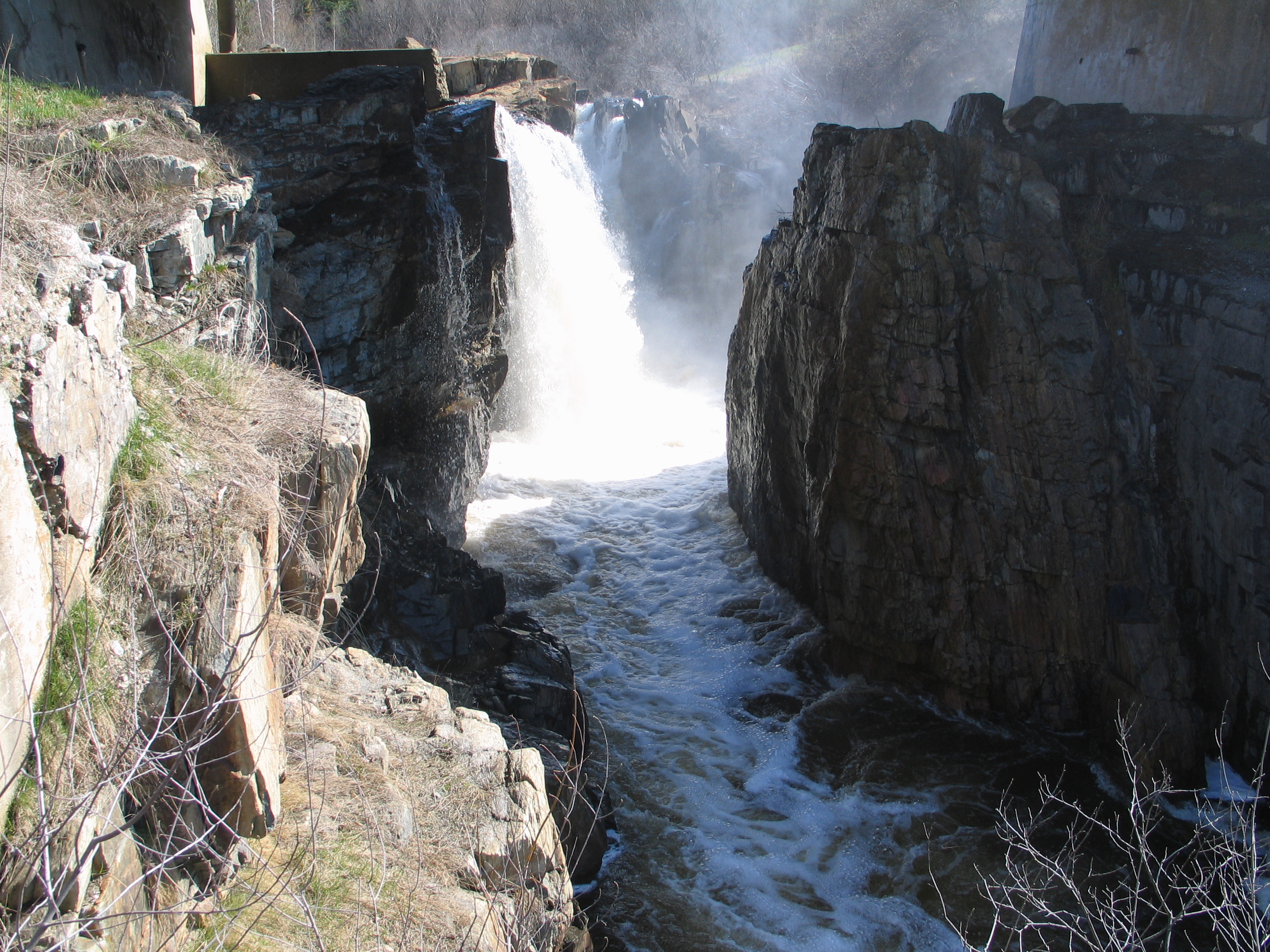
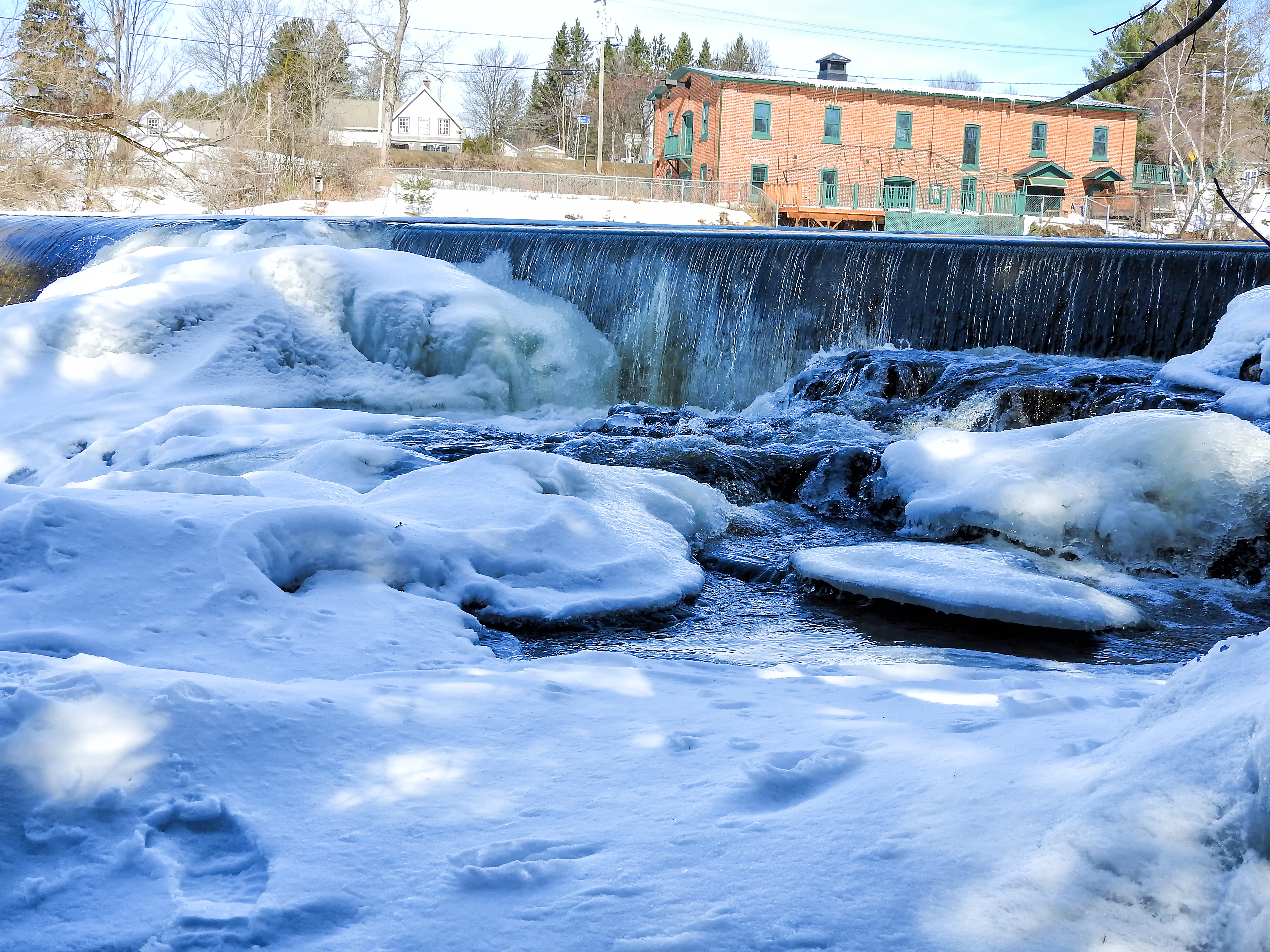
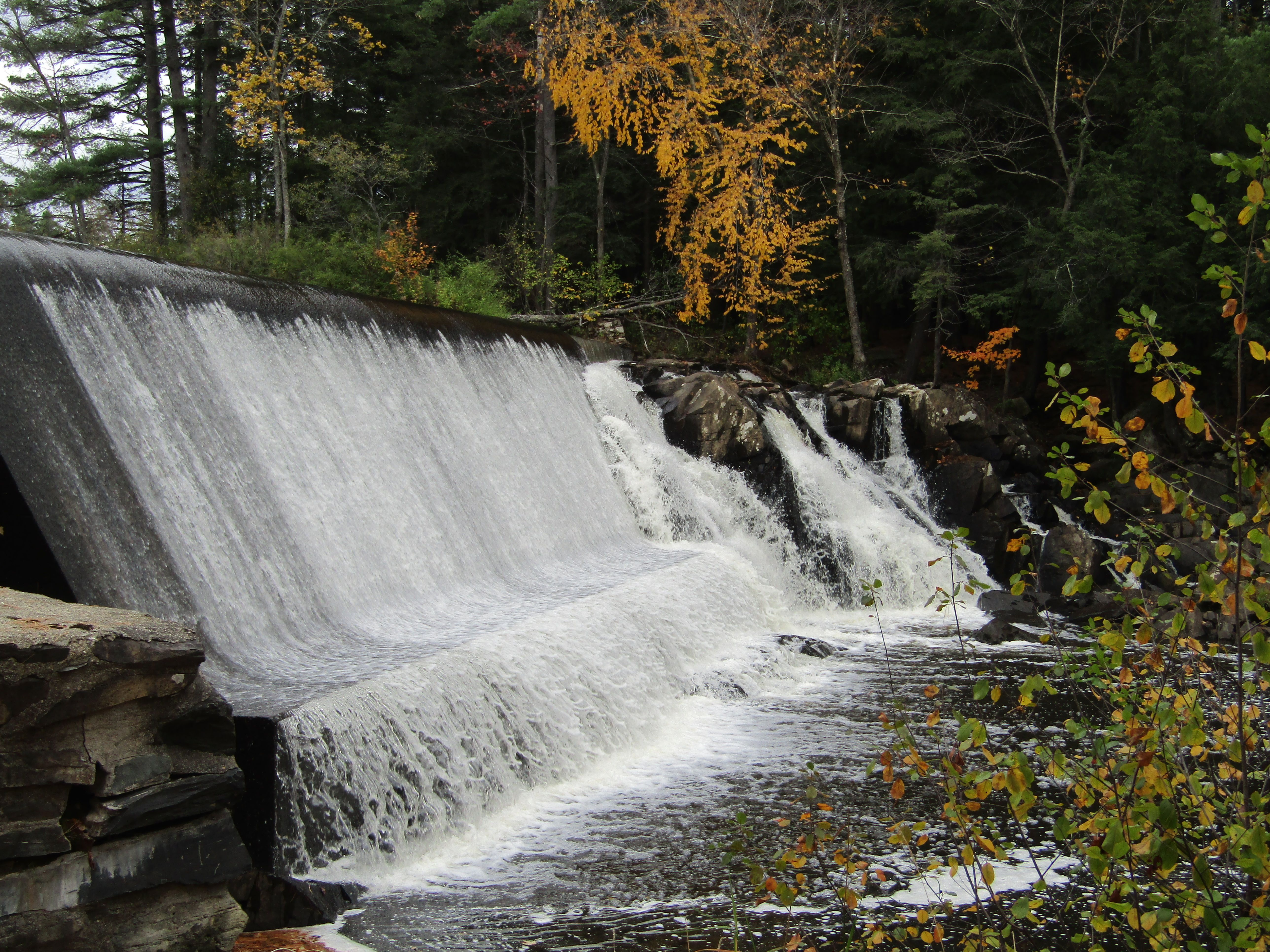
.